# Regīna Ezera
Regīna Ezera (született Regīna Šamreto; Riga, 1930. december 20. – 2002. június 11.) lett író, drámaíró.  
Lettország népművésze, a Szovjetunió ismert és népszerű írója, drámaírója.

## Élete
Regina Šamreto lengyel nemzetiségű családban született Rigában 1930. december 20-án. Apja  Roberts Šamreto ács, édesanyja Lúcia háztartásbeli. Lettül csak iskolás korában tanult meg. 1944-ben a vörös hadsereg közeledése idején a család Németországba menekült és egy Aken  melletti menekülttáborba került, de 1945 októberében visszatért Lettországba. 1950-ben Regina Ezera leérettségizett és a Lett Tudományegyetem filológia fakultásán kezdte meg tanulmányait. 1951-ben férjhez ment Jēkabs Lasenbergshez de hamarosan elvált. Második férje Česlavs Kindzulis író, műfordító. Ez a házassága is gyors válással végződött és egyedül nevelte három leányát. (Inese, Ilze és Aija).
Az egyetem elvégzését követően a "Рionieris" (Úttörő) és a "Bērnība" (Gyermekkor) folyóiratok szerkesztőségében helyezkedett el. Első műve 1958-ban jelent meg. Ekkor vette fel írói álnevét. Az ezera jelentése lettül: tó, pontosabban ennek a köznyelvben nem létező nőnemű változata (tavi nő). Lírai hangvételű regényei, novellái nem csak hazájában voltak népszerűek, de több európai nyelvre is lefordították azokat. Magyarul is megjelent a Vasara "bija tikai vienu dienu" (Csak egy nap volt a nyár) című regénye.
Élete során aktívan részt vett a társadalmi életben. 1960-as években tagja volt Riga város tanácsának, és az 1970-es évek második felétől az 1980-as évek közepéig a Szovjet Írószövetségnek is. 1989-ben aktívan részt vett Lettország függetlenségi mozgalmában. 1995-ben az alapítást követően a legelsők között kapta meg  Lettország legmagasabb adományozható kitüntetését a Három Csillag érdemrendet. Megromlott egészsége és elhatalmasodó depressziója miatt élete végén visszavonultan élt Kegums melletti családi házában.
Két regényét filmesítették meg. 1976-ban "Aka" (A kút) című regénye alapján készült az "Ezere Sonáte" (A tóparti ház asszonya) című film. Rendező: Gunārs Cilinskis .
1995-ben a  "Pūķa ola" (Sárkánytojás) című regénye alapján Talivaldis Margevics rendezte az azonos című filmet. Ebben a filmben egy mellékszereplőként maga Regina Ezera is szerepelt. 

## Magyarul
- Csak egy nap volt a nyár. Regény; ford. Brodszky Erzsébet; Európa, Bp., 1985